# Galaxis útikalauz stopposoknak
A Galaxis útikalauz stopposoknak című sorozatot (eredeti angol címén The Hitchhiker’s Guide to the Galaxy) először Douglas Adams rádiójátékaként ismerte meg a közönség, amelyet 1978-ban a BBC 4 rádió sugárzott fejezetenkénti folytatásokban. 1979 és 1992 között Adams ötrészes regényfolyamot írt, majd 2009-ben kiadták az Eoin Colfer által írt hatodik részt. 1981-ben televíziós sorozat, 1984-ben számítógépes játék, 1993 és 1996 között képregény és 2005-ben mozifilm is készült belőle, melynek forgatókönyvírója és egyik producere maga Douglas Adams volt. 2004–2005 folyamán a regény 3., 4. és 5. részének története alapján The Hitchhiker's Guide to the Galaxy Tertiary to Quintessential Phases címmel egy újabb, 14 részes rádiójátékot sugárzott a BBC 4. A sikeres regénysorozatot több mint harminc nyelvre fordították le, lemez, kazetta és CD formátumban is kiadták, valamint színházi előadásként is látható volt.
A sorozat címét az elektronikus útikalauz után kapta, mely a világegyetem összes információját tartalmazza, és regénybeli népszerűségének oka a borítóján található Ne ess pánikba felirat. A Galaxis útikalauz stopposoknak gyakran szerepel „HHGTTG” vagy „H2G2” rövidítésként. Az előbbit Neil Gaiman használta először Don't Panic: The Official Hitch-hiker's Guide to the Galaxy Companion című művében, az utóbbi a BBC által működtetett h2g2 internetes enciklopédia neve lett, amelyet 1999 áprilisában indított Douglas Adams.

## Háttér

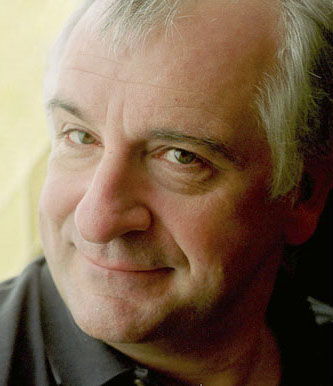
A Galaxis útikalauz-sorozat megalkotója, Douglas Adams

Az első rádiójáték egy „The Ends of the Earth” (magyarul: A Föld pusztulásai) című kezdeményezésből származik. Ez egy hat epizódos történet volt, amelyek során hat különböző módon pusztul el a Föld. Az első epizód írása során Douglas Adams rájött, hogy szükség lenne egy földönkívülire a bolygón, és az idegennek egy megfelelő indok is kell, amiért a Földre érkezett. Adams végül amellett döntött, hogy az idegen a Galaxis útikalauz stopposoknak című útikönyv világjáró kutatója lesz. Az epizód formálódása során az útikönyv lett a történet – és az egész sorozat – központi témája, az eredeti ötletből csak a Föld pusztulása maradt meg.
Adams szerint a mű címét egy 1971-es esemény ihlette, amikor Európa körül autóstoppolt egy Hitch-hiker's Guide to Europe című európai útikönyv társaságában. Miközben részegen feküdt egy innsbrucki mezőn és a könyvvel a kezében bámulta a csillagokat, úgy gondolta, jó ötlet lenne valakinek egy stopposoknak szóló útikönyvet írni a galaxisról is. Később azonban Adams már úgy nyilatkozott, annyiszor mesélte el ezt a történetet, hogy már nem is emlékszik magára az eseményre, csak arra, hogy elmeséli azt. Barátai szerint Adams 1973-ban egy görögországi nyaraláson vetette föl a galaxis körüli stoppolás ötletét.
Az útikalauz a cselekmény szerint a Tejút galaxisának elektronikus útikönyve, melyet eredetileg a Megadodo Publications adott ki, mely az Ursa Minor Béta bolygójának egyik legnagyobb kiadója. A történet alakulását gyakran megszakítják az útikalauz egyes szemelvényei, melynek hangja az első két rádiósorozatban és a televíziós sorozatban Peter Jones, a rádiósorozat további részeiben William Franklyn, a moziverzióban Stephen Fry volt.
A sorozat különböző megjelenései azonos alaptörténetet mondanak el. A történet Arthur Dent, egy boldogtalan angol férfi, valamint néhány egyéb főszereplő kalandjait követi. Ford Prefect – aki Földre érkezése után a Ford Prefect autómárka után nevezte el így magát – egy földönkívüli lény, aki valahonnan a Betelgeuse mellől származik, munkája pedig az útikalauz bővítése, pontosítása. Zaphod Beeblebrox Ford másod-unokatestvére és a galaxis exelnöke; Marvin, a paranoid robot és Trillian, földi nevén Tricia McMillan, aki Arthur mellett az emberiség egyetlen túlélője.

## Az eredeti rádiójáték
A Galaxis útikalauz hat epizódos első rádiójáték-sorozata (The Hitchhiker's Guide to the Galaxy Primary and Secondary Phases) 1978-ban került műsorra a BBC Radio 4 rádiócsatornán. Az első epizódot, amelyet tulajdonképpen nem vertek nagydobra, 1978. március 8-án, szerdán este fél 11-kor sugározta a BBC. Ennek ellenére jelentős közönségvisszhangot váltott ki és kifejezetten jó kritikákat kapott. Az érdeklődőknek, akikkel Douglas Adams beszélt telefonon, leginkább Marvin tetszett a legjobban, holott az író őt csupán egyetlen jelenet poénjának szánta. Később az év során a BBC egy karácsonyi különkiadást is készített, amely összekötő kapocs volt az első és a második sorozat között. A különszám a második hat részes sorozat részeként, később The Secondary Phase címen jelent meg kazettán és CD-n. Az első és második sorozatot az Egyesült Államokban kissé vágott verzióban közvetítette az NPR rádiócsatorna. Az első sorozatot 1978-ban kétszer, a további évek során számos alkalommal megismételték, ennek hatására jelent meg a hanglemez. A második sorozatot 1980-ban tűzte műsorára a BBC.
A rádiósorozat, illetve a hanglemez és televíziós sorozat esetében sikert aratott a komikus színész, Peter Jones hangja a Galaxis útikalauz hangjaként. Az alkotók három hónapig kerestek egy Peter Jones-hangzású színészt a narrátor szerepére, majd a sikertelen keresés miatt vonakodva és meglehetősen drágán magát Peter Jonest hívták. Jones zengő, idős tónusú hangja kétségtelenül óriási lendületet adott a sorozatnak és megalapozta hangulatát.
Adams azt mondta, a műsort egy modern rock albumhoz hasonlóan szeretné elkészíteni. A költségvetés jelentős részét a hanghatásokra költötték, amelyeken legtöbbet Paddy Kingsland (bevezető epizód és második sorozat), Dick Mills és Harry Parker (első sorozat 2-6. epizód) dolgozott. A sorozat arról is híressé vált, hogy az első vígjáték sorozat volt, amelyet sztereóban készítettek már 1978-ban. Az a tény, hogy a rádiójátékot készítő hangtechnikusok a modern rádiózás élenjáró eredményét hozták létre, később is megismétlődött, amikor a következő sorozat rádióváltozata lett az első olyan rádiójáték, amelyet négycsatornás dolby surround technikával készítettek.
A rádiójátékhoz, lemezkiadványokhoz, illetve a televíziós és film verziókhoz használt betétdal a Journey of the Sorcerer, mely az Eagles együttes tagjának, Bernie Leadon-nek az instrumentális műve, és az 1975-ös One of These Nights című albumukra vettek fel. Az eredeti felvételt csak a rádiósorozatban használták. A lemez és a televíziós sorozat számára Tim Souster készített egy hasonló hangzású feldolgozást, a 2005-ös mozifilmhez Joby Talbot szerzett újabb változatot, majd a 2004–2005-ben sugárzott második rádiójáték-sorozathoz pedig Philip Pope feldolgozását alkalmazták. Adams futurisztikus hangzása miatt választotta ezt a dalt a sorozathoz, illetve azért, mert bendzsót használnak benne, ami Adams szerint amolyan „úton lévő érzést, stoppos hangulatot” sugároz.
Az első két sorozat 12 epizódja 1988-ban megjelent kazettán és CD-n, ez volt a BBC Radio Collection első CD-kiadványa. 1992-ben újra kiadták, ekkor nevezték el az első hat epizódot The Primary Phase-nek, a második hatot pedig The Secondary Phase-nek az általában használt első és második sorozat elnevezés helyett. Akkoriban már tárgyalások folytak Dirk Maggs íróval a harmadik sorozatról, Az élet, a világmindenség, meg minden adaptációjáról, de ez a következő tíz évben még nem készült el.

### Főszereplők
- Simon Jones – Arthur Dent
- Geoffrey McGivern – Ford Prefect
- Susan Sheridan – Trillian
- Mark Wing-Davey – Zaphod Beeblebrox
- Stephen Moore – Marvin, a paranoid android
- Richard Vernon – Szlartibartfaszt
- Peter Jones – az Útikalauz hangja

## Regények

A magyar gyűjteményes kiadvány borítója (2008)

A rádiójáték sikere után érdeklődni kezdtek a kiadók, és a Pan Books megbízta Adamset, hogy írja meg a sorozatot regényformában is. Ezzel párhuzamosan Adams dolgozott a második rádiójáték-sorozaton és a Ki vagy, Doki? televíziós sorozathoz írt forgatókönyveket, így hosszas halogatás után 1979 szeptemberében jelent meg az első rész Galaxis útikalauz stopposoknak címmel. Egy évre rá hanglemez kiadványok és újabb rádiójátékok után megjelent a második rész, a Vendéglő a világ végén, 1982 nyarán pedig Az élet, a világmindenség, meg minden. Ekkortájt Adams Amerikába utazott, hogy forgatókönyvet írjon a mozifilm verzióhoz, ennek csúszása idején írta meg a Viszlát, és kösz a halakat! című negyedik részt, ami 1984 őszén jelent meg. Végül 1992-ben készült el a „trilógia” befejező része Jobbára ártalmatlan címmel.
A regénysorozat a borító szerint egy „öt részes trilógia”. A harmadik rész borítóján még „trilógia”, a negyedik rész borítóján pedig „trilógia négy részben” szerepel. Az ötödik rész amerikai borítóján a híres mondat jelent meg: a teljesen pontatlanul elnevezett Útikalauz-trilógia ötödik része, az ezt követő kiadásokat – köztük egyes magyar megjelenéseket is – a teljesen pontatlanul elnevezett Galaxis-trilógia [első, második, harmadik, negyedik, ötödik] része mondattal adták ki. Az ötödik rész fülszövegén az alábbi mondat olvasható: A könyv, ami egészen új értelmet ad a „trilógia” szónak.
Szívroham miatt bekövetkezett halálát megelőzően Adams még fontolgatta egy hatodik rész megírását. Harmadik Dirk Gently-regényén dolgozott éppen A kétség lazaca munkacímmel, de úgy érezte, a könyv nem elég jó és félretette. Egy interjúban azt nyilatkozta, a könyv egyes ötletei jobban illenének az Útikalauz-sorozatba, ezért inkább át kellene dolgoznia azokat egy hatodik Útikalauz-résszé. A Jobbára ártalmatlan című ötödik könyv „nagyon barátságtalan (zord)” és „szeretne az Útikalauznak egy némiképp vidámabb” befejezést. Adams azt is megjegyezte, hogy ha megírná a hatodik részt, ugyanarról a helyről folytatná a szereplők történetét, ahol az ötödik részben abbahagyta. Eoin Colfer, aki végül is megírta a sorozat Ja, és még valami… című hatodik részét, ezt az utóbbi koncepciót követte, és A kétség lazaca alapötleteit nem hasznosította.

### Galaxis útikalauz stopposoknak[16]
A könyvsorozat első része a rádiójáték első négy epizódjából készült. Először 1979-ben jelent meg, és mivel a BBC Publishing elutasította a rádiójáték regényként való kiadását – amit később meg is bánt –, a Pan Books lett a könyv kiadója. A könyv már a megjelenését követő második héten az eladási listák élére került, és megjelenésének első három hónapjában több mint 250 000 példányban fogyott az Egyesült Királyságban. 1980 októberében az Egyesült Államokban megjelent a kemény borítós változat, majd 1981-ben 3000 ingyen példányt osztottak szét a Rolling Stone magazin mellékleteként. 1994-ben az első rész megjelent fényképekkel illusztrált kiadványban is. 2005-ben a Del Rey Books újabb borítóval adta ki a sorozatot az azonos címmel készült mozifilmmel egy időben. Ekkor már 14 millió eladott példányszám fölött járt a könyv.
Ford a történet elején Arthur Dent nevű barátját keresi fel islingtoni otthonában, hogy figyelmeztesse őt a közelgő világvégére, azonban barátja éppen a háza előtt fekszik a földön fürdőköpenyben egy nagy, sárga buldózer előtt, hogy megakadályozza otthona lerombolását, ami egy tervezett gyorsforgalmi út útvonalában fekszik. Ford ráveszi a dózerolást felügyelő Mr. Prossert, hogy feküdjön egy félórára a sárba Arthur helyett, amíg ő és barátja elugranak a Ló és Lovász nevű közeli ivóba, ahol Ford elmeséli, a vogonok a Föld felé közelednek, hogy elpusztítsák, mert a bolygó egy új hiperűrsztráda útvonalában áll. Ford és Arthur űrhajóstoppal menekül el, éppen a kipusztításukra érkező vogon hajóra kerülnek. A hajó kapitánya, Prostatikus Vogon Jeltz kegyetlenül megkínozza őket egyik verse előadásával, majd kidobják őket az űrbe. Szerencséjükre Zaphod Beeblebroxnak, Ford másod-unokatestvérének valószínűtlenségi hajtóművel működő Arany Szív nevű (lopott) űrhajója az utolsó pillanatban felveszi őket. Itt találkoznak össze Zaphoddal, Trilliannel és Marvinnal.
Zaphod űrhajója a Lófej-ködbe, azon belül a Magratheára, egy ötmillió éve alvó luxusbolygóra tart, amely egykor bolygógyártással foglalkozott. Ott Szlartibartfaszttól megtudják, hogy a Földet a szuperintelligens, pándimenzionális lények (egerek képében) megrendelésére készítették, a bolygó ugyanis egy olyan számítógép, amelynek feladata megadni a Végső Kérdést a 42-re, ami egyébként a válasz „az életre, a világmindenségre, meg mindenre”. Az egerek, akik a számítógépprogramot kormányozták, válasz nélkül maradtak, mivel a program vége előtt öt perccel a vogonok lerombolták a Földet, ezért Trillian két egere, Frankie és Benji, ki akarják venni Arthur agyát, a számítógépes program utolsó maradványát, hogy megtalálják benne a program eredményét. Ford, Arthur és a többiek sikeresen elmenekülnek a Magratheáról, mert a megállításukra érkező űrhajó öngyilkos lesz, amikor meghallgatja Marvin világegyetemről alkotott véleményét.

### Vendéglő a világ végén
A sorozat második része a rádiójáték további, vagyis 5-12 részei alapján készült, bár a sorrendben történtek jelentősebb változtatások, valamint kimaradtak a Brontitallon játszódó események, és a Haggunenon-részeket a Katasztrófasújtotta Terület eseményeire cserélték. Előbbi csak az LP-kiadványon jelent meg először. Douglas Adams szerint a Vendéglő a világ végén a legjobb az öt történet közül.
Ford Arthurral, Zaphoddal, Trilliannel és Marvinnal az Univerzum Pereme Étterembe utaznak, majd a vacsora után az étterem parkolójába mennek, ahol Zaphod ellopja Pörkölt Desiato, a Katasztrófasújtotta Terület plutóniumrock-együttes tagjának fekete űrhajóját. A szereplők ezzel utaznak tovább, de az űrhajó hamarosan egy rockkoncert keretében a Kakrafoon bolygó napjába repül. Az utolsó pillanatban az űrhajó teleportjával elmenekülnek a hajóról, Ford és Arthur egy golgafrichami űrhajón kötnek ki, amely egy bolygón a rosszul sikerült landolás következtében teljesen tönkremegy. Ford és Arthur rájönnek, hogy a bolygó az őskori Föld, ahol ottragadtak. Szabadulásukra öt évet kell várniuk, mikor egy Chesterfield kanapé segítségével végre elmehetnek.

### Az élet, a világmindenség, meg minden
Az élet, a világmindenség, meg minden, a sorozat harmadik része volt az első olyan, amely először regény formájában született meg, és nem rádióadaptáció volt. A történetet Adams eredetileg egy Ki vagy, Doki?-epizód részeként írta Doctor Who and the Krikketmen címmel, de a BBC elutasította. Később felmerült, hogy ez lesz a Galaxis útikalauz stopposoknak televíziós sorozat folytatásának története, de ez végül nem készült el. A regény az Egyesült Királyságban 1982-ben, Magyarországon 1993-ban jelent meg először. 2004-ben elkészítették rádiójáték-változatát Tertiary Phase címen.
A történet során Ford és Arthur átutaznak a tér-idő szerkezetében felfedezett lyukon a prehisztorikus Földről a londoni Lord's Cricket Ground nevű krikettpályára. Ott összefutnak Szlartibartfaszttal, aki a segítségüket kéri egy galaktikus háború kitörésének megakadályozásában. Sok-sok évvel korábban a Krikket bolygó népe megpróbált elpusztítani minden életet az univerzumban, de sikerült őket megállítani és bebörtönözni őket saját bolygójukon. Ezúttal ismét megpróbálják. Marvin, Zaphod és Trillian segítségével Arthuréknak sikerült megmenteni az univerzumot.

### Viszlát, és kösz a halakat!
A Viszlát, és kösz a halakat! című negyedik rész 1984-ben jelent meg. 2005-ben készült el a rádiójáték változata.
Arthur visszatér a Földre, ahol találkozik egy lánnyal, Fenchurchcsel, akivel egymásba szeretnek. Arthur rájön, hogy a korábban elpusztított Föld helyett a jelenlegi egy új változat, amit a delfinek intéztek el a Mentsük meg az embereket akciójuk keretében. Újra találkozik Forddal, aki állítása szerint időközben megmentette az univerzumot, valamint még egyszer utoljára űrstoppolnak, hogy megnézzék az Isten által a teremtményei részére hagyott végső üzenetét, ami így hangzik: Elnézést az okozott kényelmetlenségekért. Útközben összefutnak Marvinnal, és az univerzumnál is 37-szer idősebb, mindig lehangolt és depressziós robot az üzenet elolvasása után végre egyszer jobban érzi magát, majd szétesik.
A regénynek nagyon különböző hangvétele lett a sorozat előző elemeihez képest. Ennek oka főként a romantikus szál, valamint részben az is, hogy az események többször ugrálnak az időben, ami kiszámíthatatlanabbá teszi a történteket. Az eddigiekhez képest nagyon kevés az űrutazással töltött idő, Arthur mindössze egyszer hagyja el a Földet, az utolsó fejezetben.
A könyv munkálatainak idején Douglas Adams szerkesztője, Sonny Mehta beköltözött Adamshez, hogy biztosítsa a könyv határidőben való elkészültét. Ennek következtében Adams később azt nyilatkozta, nem volt igazán elégedett a könyvvel, amely több, a szerzői szándékot nem tükröző, a szerkesztő által erőltetett részt tartalmaz. A történet Adams számítógépekkel kapcsolatos nézőpontjába is betekintést enged. A korábbi regényekben a számítógépeket némiképp negatív szerepben tünteti föl, azonban a harmadik és eme regény idejére a technológiával kapcsolatos ellenérzései már jelentősen megváltoztak. Egy számítástechnikai vásáron beleszeretett a Macintosh egyik legelső modelljébe. Állítások szerint Adams volt az első a világon, aki a Macintosh modellből vásárolt, a második pedig barátja, Stephen Fry.
1993-ban a Library Journal azt írta, a regény „tele van ütődött humorral és kifacsart logikával, ami Adams írását annyira elragadóvá teszi.” A School Library Journal kritikájában az jelent meg, hogy „a humor még mindig szokatlan, de jóval szelídebb, mint az előző könyvekben. A cselekmény egyszerűbb és kevésbé bizarr, mint a korábbiak voltak.” Az ekultura.hu ismertetőjében súlyosan abszurdnak véli a történetet, emellett hol lendületesnek, hol letehetetlennek értékeli, amiben mindössze egyszer-kétszer ül le kissé az elbeszélés.

### Jobbára ártalmatlan
1992-ben jelent meg a Jobbára ártalmatlan című ötödik regény, Magyarországon 1998-ban jelent meg először. 2005-ben készült el a rádiójáték változata, melynek utolsó epizódját 2005. június 21-én sugározta a BBC Radio 4. A regény címe az első rész egyik poénja nyomán keletkezett. Az útikalauz eredeti bejegyzése a Földről ennyi volt: ártalmatlan. Ford munkája és megfigyelései során kibővítette az alábbira: jobbára ártalmatlan.
A történet során a vogonok átveszik az útikalauz irányítását, hogy egyszer és mindenkorra teljesítsék a Föld elpusztítására vonatkozó parancsukat. Arthur, aki váratlanul elveszíti Fenchurchöt, galaxis-szerte utazgat mindenfelé. Űrhajó szerencsétlenséget szenved és a Lamuella bolygóra kerül, ahol letelepedik és boldog szendvicskészítőként éli életét egy kis faluban egyszerű és békés emberek között. Ezalatt Ford Prefect betör az útikalauz irodaépületébe, ahol találkozik a madár formában létező Útikalauz II-vel, a mesterséges intelligenciával, óriási hatalommal és titokzatos céllal bíró útikalauzzal. Miután Ford visszautasítja, hogy segítsen a veszélyes gépezetnek, elküldi azt Arthur címére, hogy biztonságban legyen.
Trillian felkeresett egy DNS-bankot, amikor gyermeket szeretett volna, ahol egyetlen azonos fajú DNS minta volt. Mint később kiderült, Arthuré, aki korábban a levágott lábkörmeiért és köpetéért kapott pénzből utazgatott a galaxisban. Amikor Trillian egy háborúba indul tudósítani, lányát, Vaktát elviszi Arthurhoz. Vakta, egy tipikusan problémás tinédzser, ellopja a küldeményként érkezett Útikalauz II-t, és segítségével a Földre utazik. Arthur, Ford, Trillian és az alternatív univerzumbeli Tricia McMillan követi őt a Béta Klubba, így Zaphod kivételével mind együtt vannak, amikor a vogonok végül ismét megsemmisítik a Földet.
Az ekultura.hu kritikája szerint a regény nem ugyanolyan szórakoztató, mint a Galaxis útikalauz-sorozat előző részei, de „ebből a regényből sem hiányzik a sziporkázó, abszurd humor, a nyelvi lelemény, és a valóban természettudományos alapokra helyezett, mégis hihetetlen fantasztikum.”

### Ja, és még valami...
Douglas Adams halála után az író özvegye, Jane Belson Eoin Colfernek adott engedélyt a Galaxis útikalauz-sorozat folytatására. A hatodik részt 2008. szeptember 16-án jelentették be. Colfer arról beszélt, hogy gyalázatos dolog, hogy más író folytatja a sorozatot, ám a könyvet remek lehetőségnek látta, hogy azokkal a szereplőkkel dolgozhat, akiket gyermekkora óta szeretett, és míg igyekszik megtartani Adams szellemiségét, a saját „hangját” is hozzáadhatja a történethez. A regény 2009. október 12-én jelent meg az Egyesült Királyságban a Penguin Books, az Egyesült Államokban a Hyperion kiadásában, Magyarországon 2010-ben adta ki a GABO kiadó. 2009-ben Penny Leicester elkészítette a rádiójáték változatot tíz részben. Az eddigi epizódoktól eltérően, amelyeknek nem volt sajátos címük, csak Fit the First, Fit the Second, Leicester ezúttal mind a tíz résznek egyedi címet adott.
A könyv története ott kezdődik, ahol a Jobbára ártalmatlan eseményei zárultak, amikor a vogonok halálsugara ismét elpusztította a Földet. A szereplők felébrednek egy virtuális valóságból, Zaphod mentette meg őket nem sokkal haláluk előtt, de a halálsugarat nem sikerült kikerülniük. Wowbagger, a Végtelenül Meghosszabbított menti meg őket, akivel megállapodnak, hogy segítenek neki végre meghalni. Zaphod Asgardra utazik, hogy Thor segítségét kérje ehhez. Ezalatt a vogonok a Nano bolygó felé tartanak, ahol a Földlakók egy kolóniája még életben van. Arthurék is oda indulnak, hogy megállítsák őket, útközben pedig Trillian és Wowbagger egymásba szeretnek, ami viszont megkérdőjelezi, hogy Wowbagger tényleg meg akar-e halni. Vakta segítségével Thor majdnem megöli őt, de végül is csak a halhatatlanságát veszti el, és összeházasodnak Trilliannel.
Thor megállítja az első vogon támadást, majd meghal. Prostatikus Vogon Jeltz fia, Konstans Mown meggyőzi apját, hogy a Nano lakó nem földiek, ezért a parancsukkal ellentétes lenne megölni őket. A történet végéhez közeledve Arthur Vaktának keres egy lehetséges világegyetemet, amikor egy hiperűr-ugrás során alternatív valóságokon ugrik keresztül, közben találkozik Fenchurchcsel és végre oda kerül, ahol lenni szeretne. A vogonok pedig ismét felbukkannak…
A hatodik rész megszületése a rajongók körében vegyes érdeklődésre talált. Egyeseknek tetszett, hogy van folytatás, mások pedig „szentségtörésnek” vélték, hogy Adams helyett valaki más írta a folytatást. A thebookseller.com szerint Colfer és a Galaxis útikalauz találkozása egy lelkesítő kombináció, bár számos rajongó sajnálta, hogy egy teljesen egyedülálló sorozat miért nem maradhat érintetlen, és remélték, hogy Colfer nem teszi teljesen tönkre a sorozatot. Az ekultura.hu kritikájában dicséri a folytatást. A cikkíró szerint Colfer megfelelően követi Adams stílusát, kiegészítve azt a sajátjával. A regény szórakoztató, számtalan poénnal tarkított, és az események a folytatás lehetőségét is lehetővé teszik.

## Más, az Útikalauzzal kapcsolatos könyvek és történetek

### Kapcsolódó regények
Adams rövid története, az Ifjú Zaphod biztosra megy először 1986-ban az The Utterly Utterly Merry Comic Relief Christmas Book című különleges kiadású gyűjteményben jelent meg különböző történetek és képek mellett, mellyel az akkoriban induló Comic Relief elnevezésű brit jótékonysági szervezet számára gyűjtöttek pénzt. Később benne volt a The Ultimate Hitchhiker's Guide To The Galaxy illetve egyéb gyűjteményes Galaxis útikalauz-kiadványokban és A kétség lazaca című könyvben is (a magyar kiadásban úgyszintén).
Terry Jones Douglas Adams Titanic csillaghajója című regénye, szintén Adams ötlete alapján készült. A regény Adams hasonló című videójátékának történetén alapszik. A történet egy luxus csillaghajóról szól, amely kilövése után nem sokkal SLH, vagyis Spontán Létezési Hiba áldozata lett.
Wowbagger, a Végtelenül Meghosszabbított, aki több alkalommal keresi meg Arthurt az univerzumban, hogy sértegesse őt, megjelenik A kétség lazaca című kötet Dzsingisz kán magánélete című történetében, valamint Eoin Colfer Ja, és még valami… című regényében is.

### Rádiójáték-szövegkönyvek
Douglas Adams és Geoffrey Perkins együttműködésével jelent meg 1985-ben az Egyesült Királyságban és az Egyesült Államokban is The Hitchhiker's Guide to the Galaxy: The Original Radio Scripts címen az eredeti rádiójáték-sorozat szövegkönyve. Megjelenésének 10. évfordulójára 1995-ben, majd a rádiójáték sugárzásának 25. évfordulójára ismét kiadták.
Dirk Maggs, aki a regénysorozat utolsó három részét ültette át rádiójáték-epizódokká, 2005 júliusában jelentette meg ezek szövegkönyvét, minden epizódot saját megjegyzéseivel bővítve. Ez a könyv The Hitchhiker's Guide to the Galaxy Radio Scripts: The Tertiary, Quandary and Quintessential Phases címen jelent meg Simon Jones előszavával, Bruce Hyman és Dirg Maggs bevezetőjével, valamint a stáb egyéb tagjainak jegyzeteivel. Douglas Adamset elsődleges íróként jelölték meg a könyvben, mivel az eredeti regények az ő művei.

## Televíziós sorozat
A Galaxis útikalauz stopposoknak rádiójáték 1978-ban sugárzott első hét epizódjának sikere után 1979. május 29-én Douglas Adamset megbízták, hogy augusztus 1-jéig írjon egy forgatókönyvet a televíziós adaptáció bevezető részéhez. Egy animációs változatról megbeszélés zajlott 1978 őszén, de végül akkor úgy döntöttek, a sorozat jelentős részét élő szereplős filmre készítik el, csak az Útikalauz ismertetői lesznek animált változatban. John Lloyd írót, aki az első rádiójáték-sorozaton is együtt dolgozott Adamsszel, bízták meg, hogy kezdje el a sorozat televízióra alkalmazását a forgatókönyv elkészülte után. Adams akkor már a második rádiójáték-sorozaton dolgozott, illetve a Ki vagy, Doki? televíziós sorozatban is közreműködött, így a BBC a forgatókönyv határidejét kiterjesztette november végére. Végül is 1979 decemberében készült el a bevezető forgatókönyve, majd 1980 januárjában megegyezés született a hátralévő részek forgatókönyvéről is. Bár még volt néhány ellenvélemény, miszerint a történet nem filmesíthető meg, Alan J. W. Bell kapta a produceri és rendezői feladatokat, John Lloyd társproducer volt. A sorozat főszereplői Simon Jones (Arthur Dent), David Dixon (Ford Prefect), Mark Wing-Davey (Zaphod Beeblebrox) és Sandra Dickinson (Trillian). Az útikalauz hangja Peter Jones. Simon Jones, Peter Jones és Mark Wing-Davey az első rádiójátékban is hangjukat adták már szereplőjüknek. Az alkotó, Douglas Adams két alkalommal is látható az első két epizód során cameoszerepekben.
1980 elején a bevezető epizódot több jelenettel elkezdték forgatni. Rod Lord rendezett egy 50 másodperces, animált részletet a Bábel-hal bemutatásáról. Douglas Adams és Alan J. W. Bell is elégedett volt az eredménnyel, így Rod Lord zöld utat kapott az első epizód – majd a teljes sorozat – további animációinak elkészítésére. Az utolsó epizód munkálatai 1981 januárjában folytak.
A hat részes sorozatot a BBC 2 televíziós csatorna 1981 januárja és februárja között sugározta az Egyesült Királyságban. Hat epizódja az első regényt és a második regény 15. fejezetétől a végéig fedi le. Magyarországon 2005-ben jelent meg DVD-n a Budapest Film Kft két lemezes kiadásában.
Annak ellenére, hogy a BBC illetékesei úgy vélték, a Galaxis útikalauz megfilmesíthetetlen, a sorozat mégis sikeres lett. 1981-ben a BBC elnyerte a brit Royal Television Society RTS Television-díját, a sorozat készítői pedig 1982-ben három kategóriában nyertek BAFTA-díjat. A The British Comedy Guide weboldal ismertetője szerint a történetben megjelenő furcsa, szatirikus humor talán nem mindenkinek jön be, de Adams egy csodálatosan abszurd és szürreális világot alkotott meg színes szereplőkkel és emlékezetes pillanatokkal. A hat epizód szeretett kultusz klasszikussá vált az alacsony költségvetés és a kor technikai korlátozottsága ellenére is.
Tervek között szerepelt a sorozat folytatása, melynek történetét Adams eredetileg egy Ki vagy, Doki?-epizód részére írta Doctor Who and the Krikketmen címmel, de a BBC elutasította azt. A sorozat második szériája sosem készült el, és Adams ötletéből született meg Az élet, a világmindenség, meg minden című harmadik regény.

## Újabb rádiójáték
2004. június 21-én a BBC egy sajtókonferenciáján bejelentette, hogy 2004 szeptemberében sugározza a harmadik sorozatot, amely Az élet, a világmindenség, meg minden című harmadik regényen alapszik. Epizódjait már 2003 végén fölvették, de a műsorra kerülése csúszott, amíg sikerült megegyezniük a The Walt Disney Companyval az internetes ismétléssel kapcsolatban, mivel a Disney közben elkezdte a mozifilm előmunkálatait. A következő hírek arról szóltak, hogy további rádiójátékok készülnek a negyedik és ötödik regény alapján. Ezek 2004. szeptember–október, illetve 2005. május–júniusban kerültek műsorra. A CD megjelenések az egyes sorozatok utolsó epizódját követően történtek.
A harmadik rádiójáték szorosan követte a harmadik regény eseményeit, ami jelentős szerkezeti problémákat vetett föl a második rádiójáték és regény összefüggései kapcsán. Mivel a második rádiójáték eseményeiből számos rész kimaradt a második regényből, és a benne lévők is más sorrendben történtek, a rádiójáték és a regény is különböző irányba fordult. A két utolsó adaptációban emiatt eltérések vannak. A Jobbára ártalmatlan egyes eseményeinek előhangjai vannak a Viszlát, és kösz a halakat! adaptációjában, illetve mindkettő tartalmaz olyan plusz eseményeket, amelyek a harmadik rész történéseire épülnek, hogy összekössék mind az ötöt. Különösképpen vonatkozik ez Zaphod szerepének kiemelésére az utolsó fejezetekben. Míg a Jobbára ártalmatlan című utolsó regénynek meglehetősen zord bejezése lett, Dirk Maggs eltérő végjátékot alkotott a rádiójáték-verziónak, sokkal vidámabb események keretében még utoljára összehozta újra a főszereplőket.
A stáb magja a harmadik-negyedik-ötödik sorozatban azonos volt, kivéve, hogy az útikalauz hangja Peter Jones helyett William Franklyn lett, és a Szlartibartfaszt szerepét játszó Richard Vernon helyett Richard Griffiths került a csapatba. Sandra Dickinson, aki a televíziós sorozatban Trilliant alakította, a rádiójátékban egy angol származású, amerikai akcentusú alternatív univerzumbeli Trilliannek, vagyis Tricia McMillannek adta hangját. Jane Horrocks kapta meg Fenchurchnek, Arthur barátnőjének a szerepét, és az utolsó részben megjelenő Vakta Dentnek, Arthur és Trillia lányának szerepe Samantha Béarté lett. Az eredeti rádiójáték-sorozatban szereplő Jonathan Pryce (Zarniwoop), Rula Lenska (Lintilla) és Roy Hudd (a Teljesút műsorvezetője) szintén visszatérő szereplő lett az utolsó három sorozatban.
A sorozatban számos vendégszereplő is részt vett, köztük olyan ismert személyek, mint Joanna Lumley színésznő, Jackie Mason stand-up komikus, Miriam Margolyes színésznő, Henry Blofeld sportújságíró, Fred Trueman krikettjátékos, June Whitfield színésznő, Leslie Phillips színész, Saeed Jaffrey színész, Sir Patrick Moore amatőrcsillagász és Christian Slater színész. Maga az író, Douglas Adams adta hangját Agradzsagnak, akinek különböző inkarnációit a sorozat folyamán Arthur Dent több alkalommal is megölte.

### Főszereplők
- Simon Jones – Arthur Dent
- Geoffrey McGivern – Ford Prefect
- Susan Sheridan – Trillian
- Mark Wing-Davey – Zaphod Beeblebrox
- Stephen Moore – Marvin, a paranoid android
- Richard Griffiths – Szlartibartfaszt
- Sandra Dickinson – Tricia McMillan
- Jane Horrocks – Fenchurch
- Rula Lenska – madár hangja
- Samantha Béart – Vakta Dent
- William Franklyn – Útikalauz

## Film

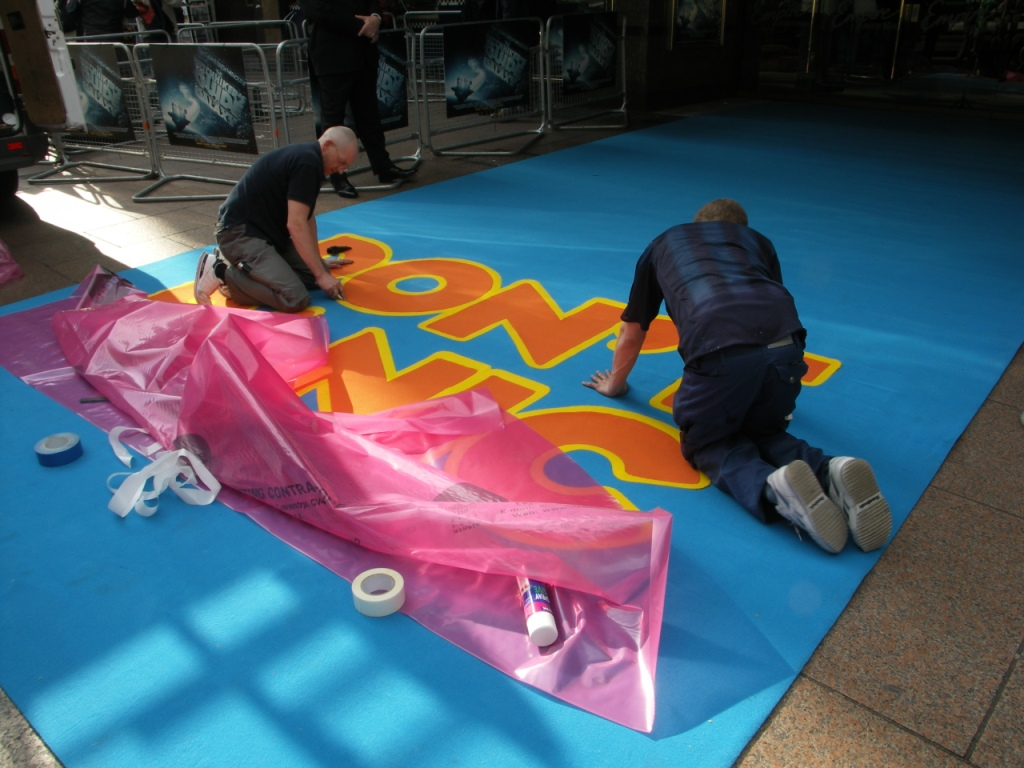
Előkészületek a 2005. április 20-ai londoni premierre

A hatrészes televíziós sorozat ugyan csak a rajongók körében aratott sikert, Douglas Adams nem adta fel, hogy elkészítse egy nagy, egész estés mozifilm forgatókönyvét. 1998-ban végül megszületett a szerződés a Disney-vel, azonban pár hónappal az aláírást követően Douglas Adams elhunyt. A forgatókönyv véglegesítése Karey Kirkpatrickre, a Csibefutam írójára maradt, aki addig nem is olvasta a könyvet. Több éves szünet után és negyed századdal az első regény megjelenését követően elkészült a mozifilm. Az előmunkálatokat 2003-ban kezdték el, a forgatást 2004. április 19-én, az utómunkálatokat pedig 2004 szeptemberében. A korszerű CGI és egyéb trükk technológiákkal sikerült kiküszöbölni a tévésorozat kissé ódivatú díszleteit, jeleneteit.
A 2005. április 20-ai londoni premier után az Egyesült Királyságban és Ausztráliában április 28-án, az Amerikai Egyesült Államokban és Kanadában április 29-én, Magyarországon június 16-án, Dél-Afrikában pedig július 29-én került a mozik vetítővásznára. Főbb szerepeit Martin Freeman (Arthur), Mos Def (Ford), Sam Rockwell (Zaphod) és Zooey Deschanel (Trillian) játszotta. Marvin Alan Rickman hangján szólalt meg, az útikalauz beszámolóit Stephen Fry mondta.
A film cselekménye jelentősen eltér az alapjául szolgáló rádiójátéktól, televíziós műsortól és könyvtől egyaránt. Az Arthur, Zaphod és Trillian közti romantikus háromszöget erőteljesebben hangsúlyozza a film, és néhány egyéb különbség is tapasztalható. Az események nagyjából követik az első négy rádiójáték eseményeit, és a szereplők útja a Teljesútban végződik, lehetőséget hagyva a folytatásnak (ahogyan a regény is folytatódik).
Kereskedelmi szempontból a produkció mérsékelten sikeresnek bizonyult csak, nyitó hétvégéjén 21 millió dolláros bevételre tett szert az Egyesült Államokban és közel 3,3 millió fontra az Egyesült Királyságban. Összesen 104,5 millió dolláros bevételt ért el világszerte, míg produkciós költségei 50 millió dollárba kerültek. A Rotten Tomatoes oldalán 60-65%-os értékelést kapott, a Metacritic oldalán 100-ból 63 pontra értékelték az szakmai és a nézői vélemények alapján. A film 2005-ben elnyerte a Golden Trailer-díjat és további négy díjra kapott jelölést.
DVD kiadványként 2005. szeptember 5-én jelent meg az Egyesült Királyságban, egy dupla lemezes változatban és egy exkluzív korlátozott példányszámú változatban. Az exkluzív kiadvány a regény egy példányát tartalmazta a filmhez kötődő borítóval, különböző képkollekciókat a film anyagából, mindez a filmben szereplő Útikalauz-külsejű csomagolásban. Az Egyesült Államokban és Kanadában egylemezes verzióban adták ki 2005. szeptember 13-án. Magyarországon az Intercom forgalmazásában jelent meg 2007-ben.

## Színpadi előadások

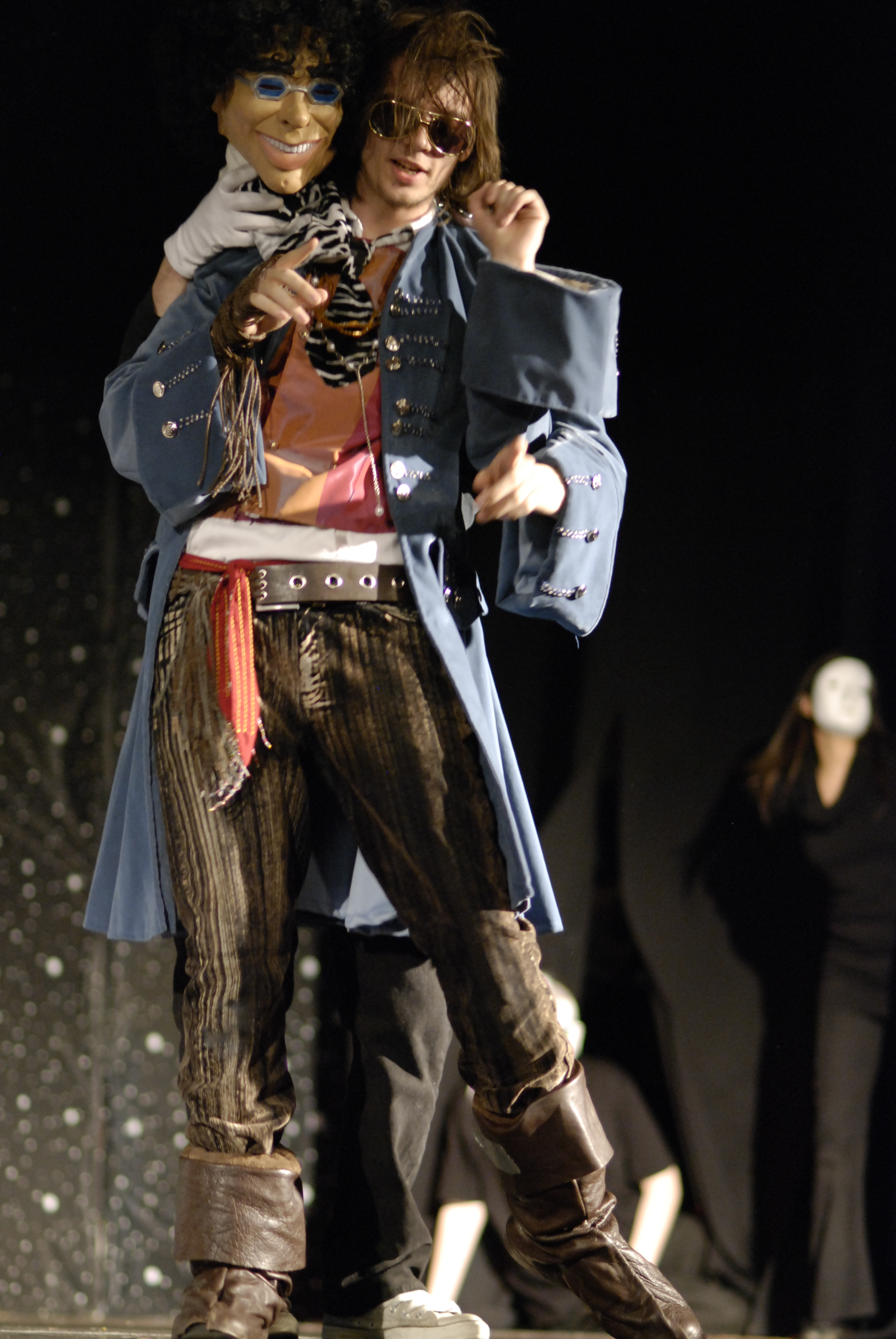
Zaphod Beeblebrox egy amatőr színielőadáson

Első megjelenése óta a Galaxis útikalauz-sorozat számos alkalommal került színpadra, mind profi, mind amatőr színielőadások keretében. Az első három profi színdarabot 1979-80-ban adták elő.
Az első a londoni Institute of Contemporary Arts színpadán került műsorra 1979. május 1. és 9. között. A színdarab az első sorozatra épült, rendezője, Ken Campbell, aki szereplője volt a második rádiójátéknak. A főszerepet Chris Langham (Arthur) játszotta, aki 2004-ben részt vett a harmadik rádiójátékban is. A darab 90 perces volt, de esténként mindössze nyolcvan néző láthatta. A színészek több különböző emelvényen és párkányon adták elő szerepeiket, a nézőket pedig forgatták a mozgó nézőtérrel. Ez volt az első olyan előadás, ahol Zaphod szerepét egyetlen nagy ruhába bújt két színész játszotta. Az útikalauz szövegeit két jegyszedőnő adta elő, egyikük, Cindy Oswin volt Trillian hangja a lemez kiadványon is. A darabot nagy várakozás fogadta, a rendelkezésre álló 640 jegyet már a nyitóelőadást megelőzően eladták.
A második színdarabot Walesben játszották 1980. január 15. és február 23. között. A darabot Jonathan Petherbridge rendezésében a Clwyd Theatr Cymru színház társulata adta elő. A társulat teljes rádiójáték epizódokat mutatott be, esténként két epizódot, illetve más estéken az első rádiójáték mind a hat epizódját három órás részekben. Ezt az előadást újra bemutatták 1981 decemberében az Oxford Playhouse-ben, 1982. május–júniusban a Plymouth's Theatre Royal színházban és 1983 júliusában a Belgrade Theatre-ben Coventryben.
A harmadik és egyben legkevésbé sikeres színpadi előadást a londoni Rainbow színházban tartották 1980 júliusában. Ezt a darabot is Ken Campbell rendezte, és egyik jelenetét (Dish of the Day) maga Douglas Adams írta. Az előadás több mint három órán át tartott, amiért számos bírálatot is kapott, csak úgy, mint a zenéért, a lézer effektekért és a színészi játékért. Annak ellenére, hogy igyekeztek a darabot lerövidíteni és egyéb változtatásokat eszközölni, három-négy héttel a tervezett időpont előtt a műsort megszüntették és jelentős anyagi veszteséggel zárt az előadás. A negatív kritikák ellenére a darab két kiemelkedő színésze, Michael Cule és David Learner a televíziós sorozatban is szerepet kapott.
A további színházi produkciók jogait jelentősen megnehezíti a filmes jogok eladása, ennek ellenére számos amatőr és profi előadáson napjainkban is műsorra került világszerte a sorozat. 2011 márciusában Glasgowban láthatták a nézők, novemberben a louisville-i Alley Theater tűzi műsorára az első részt.

## Audiokiadványok
- FőcímzeneA Galaxis útikalauz-sorozat főcímzenéje

Nem tudod lejátszani a fájlt?
Az első négy rádiójáték-epizód The Hitchhiker's Guide to the Galaxy címmel dupla lemezes kiadványként jelent meg, kezdetben csak megrendelésre, később bolti árusításra is. A lemezt és a folytatásait is az Original Records adta ki az Egyesült Királyságban 1979-ben és 1980-ban, majd 1982-ben a Hannibal Records az Egyesült Államokban és Kanadában. Később, az 1980-as évek közepén a Simon & Schuster's Audioworks újra megjelentetett egy kissé lerövidített változatot. Mindkét kiadvány producere Geoffrey Perkins volt, a lemezborítók a Hipgnosis nevű brit tervezőcsapat alkotásai.
Az első dupla lemez története szorosan követi az első négy rádiójáték-epizód eseményeit, bár a lemez hossza miatt kihagyásokra volt szükség. Az eredeti stáb jelentős része az audiokiadványokban is szerepel, kivéve Susan Sheridant, aki a Disney The Black Cauldron fantasy filmjén dolgozott éppen. Trillian hangját Sheridan helyett ezért Cindy Oswin adta. Douglas Adams maga is szerepel a lemezen, a Magrathea bolygó hangszórójából érkező bejelentéseket mondta felvételre.
A szerzői jogok miatt az első rádiójátékban elhangzó zenét vagy lecserélték vagy új hangszereléssel vették föl. Tim Souster zeneszerző és Paddy Kingsland végezte mindkét feladatot, és ez a verzió hallható a televíziós sorozatban is. A második lemez The Hitchhiker's Guide to the Galaxy Part Two: The Restaurant at the End of the Universe címen jelent meg az Egyesült Királyságban és The Restaurant at the End of the Universe címmel az Egyesült Államokban. Ennek műsora a rádiójáték ötödik és hatodik részét tartalmazza, kisebb módosításokkal.
Egy félreértés miatt a második lemez az utolsó simítások előtt forgalomba került, mielőtt Douglas Adams és Geoffrey Perkins átnézhette volna. Perkins szerint túl hosszú lett mindkét oldal és kissé gyengének érezte, ő még pörgősebbre szerette volna. A Simon & Schuster Audioworks kiadásán már rövidítettek, a Ford Prefect és Pörkölt Desiato testőre közti párbeszédet kihagyták.
Az első dupla lemezből több mint 60 000 példány fogyott, ennek fele megrendelésre, fele kiskereskedelemben került eladásra. A második részt szintén ugyanennyi példányban adták el az Egyesült Királyságban. Az amerikai és kanadai megjelenések ügyében Adams és ügynöke, Ed Victor a Hannibal Records és a Simon & Schuster kiadókkal folytatott tárgyalásokat, miután az időközben csődbe ment Original Recordstól megszerezték a kiadási jogokat.

## Multimédiás felhasználásai
1982 és 1984 között a Supersoft nevű brit játékfejlesztő cég kiadott egy szöveges kalandjátékot, amely a regény alapján készült, és Commodore PET illetve Commodore 64 gépekre fejlesztették. Egy beszámoló szerint mivel vitatott volt, hogy volt-e engedélye a cégnek a Galaxis-történet felhasználására, a játékot kivonták a forgalomból, és a megmaradt példányokat is megsemmisítették. Más beszámoló szerint a programozó, Bob Chappell átírta a játékot és kivett belőle mindent, ami a sorozatra utalt, majd ismét kiadták Cosmic Capers néven.

Az Infocom interaktív kalandjátéka

A televíziós sorozatot követően 1984 szeptemberében megjelent egy hivatalos interaktív kalandjáték az Infocom szoftvergyártó cég jóvoltából. A játékot Douglas Adams és az Infocom részéről Steve Meretzky együtt tervezte, és egyike lett az Infocom legsikeresebb játékainak, illetve 1985 egyik legjobb játéka lett 250 000 eladott példánnyal csak a megjelenés évében. A cég más játékaihoz hasonlóan ennek a doboza is tartalmazott kiegészítőket, többek között egy Don't Panic-kitűzőt, egy veszélyre elsötétülő napszemüveget, egy a Föld elpusztítására vonatkozó parancsot, továbbá egy kicsi, üres nejlonzacskót, amiben „egy mikroszkopikus méretű hadiflotta” volt, valamint egy parancsot Arthur Dent házának elpusztítására.
2004 szeptemberében a BBC Radio 4 weboldalán újra elérhetővé vált a harmadik rádiójáték-sorozat, és elérhető az online játékmód. Ez az új verzió az eredeti játék Infocom-adatállományát használja, de Sean Sollé egyedi parancsértelmezőt készített hozzá, Shumon Young pedig a flashes kódokat írta. A játékban Rod Lord illusztrációi láthatóak; ő volt 1980-ban annak a Pearce animációs stúdiónak a vezetője, amelyik a televíziós sorozat részére az útikalauz grafikáit készítette. 2005. március 2-án a játék BAFTA Interactive-díjat nyert a legjobb online szórakozás kategóriában.
Terveztek egy folytatást is Milliways: The Restaurant at the End of the Universe címmel, de ez többféle akadályba ütközött: „hiányzott egy kiforrott játéktervezet, nem volt rá programozó, plusz közrejátszottak az Infocom gazdasági gondjai is”, és így a tervet végül 1989-ben elvetették. A játék kezdeti jelenetei 2008 áprilisában kiszivárogtak, de a jelentős része végül nem készült el a projekt törlése miatt.
Egy új, teljes egészében grafikus játékot tervezett és fejlesztett a The Digital Village és a PAN Interactive. Az új játék 1998 és 2002 között készült, de az Infocomos folytatáshoz hasonlóan ez sem valósult meg végül. 2005 áprilisában a Starwave Mobile két mobiltelefonos játékot mutatott be, melyek a mozifilm alapján készültek. Az első (The Hitchhiker's Guide to the Galaxy: Vogon Planet Destructor) tervezője az Atatio volt, ez egy tipikus lövöldözős játék volt és a címén kívül kevés köze volt az eredeti történethez. A másodikat a TKO Software fejlesztette, ami egy grafikus kalandjáték The Hitchhiker's Guide to the Galaxy: Adventure Game címmel. A névhasonlóság ellenére a játék különbözött az Infocom játékától, és új szereplőkkel és helyszínekkel bővült ugyan, de szorosan követte a mozifilm eseményeit. A játék 2005 májusában elnyerte az IGN Editors' Choice díját.
2011. május 25-én, a Douglas Adams emlékére létrejött törülközőnapon jelentette be a HotHead Games, hogy új mobilalkalmazás készül a Galaxis útikalauz témára. A Galaxis-sorozatból ismert útikalauz ezúttal a mobiltelefonokon jelenik majd meg, tartalmazni fogja a sorozatból ismert elemeket, animációkat. Az iPad-, iPhone- és iTouch-alkalmazás Simon Jones hangján szólal majd meg.

## Képregény

A Föld pusztulása (részlet a képregény adaptációból)

1993-ban a DC Comics Byron Preiss amerikai író kiadójával (Byron Preiss Visual Publications) együttműködve három részben kiadta a Galaxis útikalauz stopposoknak regény képregényváltozatát. A második regény 1994-ben szintén három képregényfüzetben jelent meg, majd 1996-ban a harmadikat is átültették képregénnyé. Az első három füzetet 1997 májusában gyűjteményes formában ismét kiadták.
Két év alatt kilenc darab 48 oldalas képregényfüzetet kellett volna Howard Zimmermannak, a képregény szerkesztőjének társaival együtt létrehoznia abban az újabb, és kétévesre tervezett projektben, amiről 1991 tavaszán szerzett tudomást. A két év végül is hosszabbra nyúlt, a célhoz vezető út számos csapdát is rejtett, de Zimmerman úgy tartja, hogy a feladatot jól teljesítették. A képregény megalkotása során azt az akadályt vette a legnehezebben, amikor Douglas Adamsszel kellett egyezkedni az amerikai-angol helyesírásról és kifejezésekről. Adams a történetét „velejéig britnek” tartotta, és így ha végül hagyta is, hogy az amerikai kiadók minden ellenérzése dacára rábeszéljék az amerikanizálásra, nagyon elégedetlen volt a megállapodással.
John Carnell ültette át a történetet képregényre, az adaptációk rajzolói Steve Leialoha, Shepherd Hendrix, Neil Vokes és John Nyberg, szerkesztői pedig Howard Zimmerman és Ken Grobe voltak.

## 42
A 42 a Galaxis útikalauz-sorozatból híressé vált szám, ami a válasz az életet, a világmindenséget, meg mindent érintő végső kérdésre. Douglas Adamset számos alkalommal megkérdezték, miért választotta a 42-es számot. Sok elmélet született, de Adams mindet visszautasította. 1993. november 3-án megadta a (végső) választ az alt.fan.douglas-adams Usenet-hírcsoportban:
A válasz nagyon egyszerű. Ez egy poén volt. Kellett egy szám, egy közönséges, nem túl nagy szám, és én választottam egyet. Bináris számrendszer, 13-as számrendszer, tibeti szerzetesek... mind teljesen lehetetlen ötletek. Ültem az asztalomnál, bámultam ki a kertbe és arra gondoltam, „a 42 jó lesz”, és legépeltem. Történet vége.
Szuperintelligens pándimenzionális lények, kiknek egérformája csak egy a mi dimenziónkba való betüremkedés, a Galaxis útikalauz stopposoknak regényben valamint az első rádiójátékban felteszik a kérdést szuperszámítógépüknek, Bölcs Elmének az életről, a világmindenségről meg mindenről. Bölcs Elmének hét és fél millió évig tart, hogy kiszámolja a választ, és ez a 42-es szám. Azonban a kérdést feltevők maguk sem tudják, hogy mi is lenne maga a végső kérdés, amire most választ kaptak. Ezt Bölcs Elme sem tudja kideríteni, szerinte erre csak egy még nála is nagyobb számítógép képes, egy olyan komplex és kifinomult gépezet, aminek már a szerves élet is a részét képezi, és tíz millió éven át fog számolni. A neve pedig Föld. A programba azonban két hiba is belecsúszik:
Az első hibára a Vendéglő a világ végén címet viselő második részben derül fény. Nagyjából 8 millió évvel azelőtt a Földre menekült Golgafrincham népének egyharmada abban a hitben, hogy bolygójukat pusztulás fenyegeti (valójában csak a bolygójuk népességének haszontalan részétől szabadulnak meg ilyen módon a Golgafrincham lakói). Így aztán, mint Arthur Dent és Ford Prefect ki is derítik, a földi emberek nem a bolygó saját ősembereitől, hanem ezektől a golgafrinchamiaktól származnak.
A második becsúszott hiba, hogy éppen öt perccel a program befejezése előtt a vogonok elpusztítják a bolygót, mivel az útban van egy új hiperűrsztráda építéséhez. Az egerek, hogy ne kelljen újabb tízmillió évet várni a kérdésre, ki szeretnék venni az egyik túlélő, Arthur Dent agyát abban a reményben, hogy az majd tartalmazza a választ. Arthurék a Föld prehisztorikus korába menekítik magukat, és amikor egy Scrabble-t játszó ősember véletlenül kirakja betűiből a negyvenkettő szót, ő is megpróbálkozik a játékkal. Az eredmény:
– Mit kapsz, ha megszorzod a hatot kilenccel?
– Hatszor kilenc. Negyvenkettő.
– Ennyi. Ennyi az egész.
– Mindig is tudtam, hogy valami alapvető gond van a világban.
A hatszor kilenc természetesen ötvennégy. A Föld nevű számítógépen futó tíz millió éves programnak tökéletesen kellett volna működnie, de minthogy a golgafrinchamiak érkezése hibát okozott a rendszerben, az Arthur agyában rejtőző kérdés is hibás.
Néhány olvasó később észrevette, hogy 613 × 913 = 4213 (13-as számrendszerben). Douglas Adams viccelődött eme megfigyeléssel kapcsolatban, mondván: „Lehet, hogy szánalmas, de 13-as számrendszerben nem poénkodom.”
Az élet, a világmindenség, meg minden című regényben, Prak, aki mindenről tudja az igazságot, megerősíti, hogy valóban 42 a végső válasz, de azt is hozzáteszi, a végső kérdés és a végső válasz egyazon univerzumban nem létezhet egyszerre. „Ha mégis megtörténne, a Kérdés és a Válasz érvénytelenítenék egymást, és velük együtt az Univerzum is megszűnne létezni, és valami más, még bizarrabb és megmagyarázhatatlanabb dolog foglalná el a helyét.”
Bár a végső kérdés végül sosem derül ki, a 42 több alkalommal szerepet játszik az események során. Arthur és barátai rádiójáték-sorozat végén a Teljesútban a 42-es asztalnál ülnek, és az a Béta Klub is a 42-es szám alatt van, ahol a Föld ismételt elpusztítása idején az ötödik részben a főszereplők tartózkodnak.

## Útikalauz-relikviák

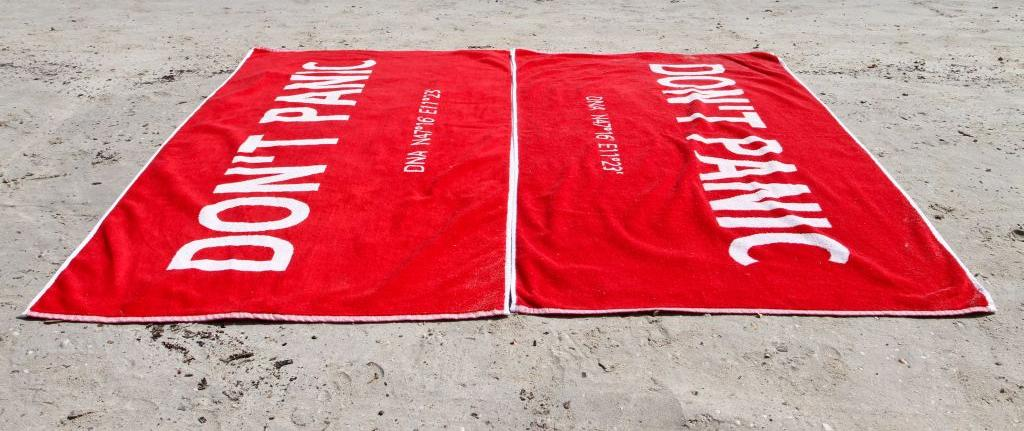
Don't Panic törülköző

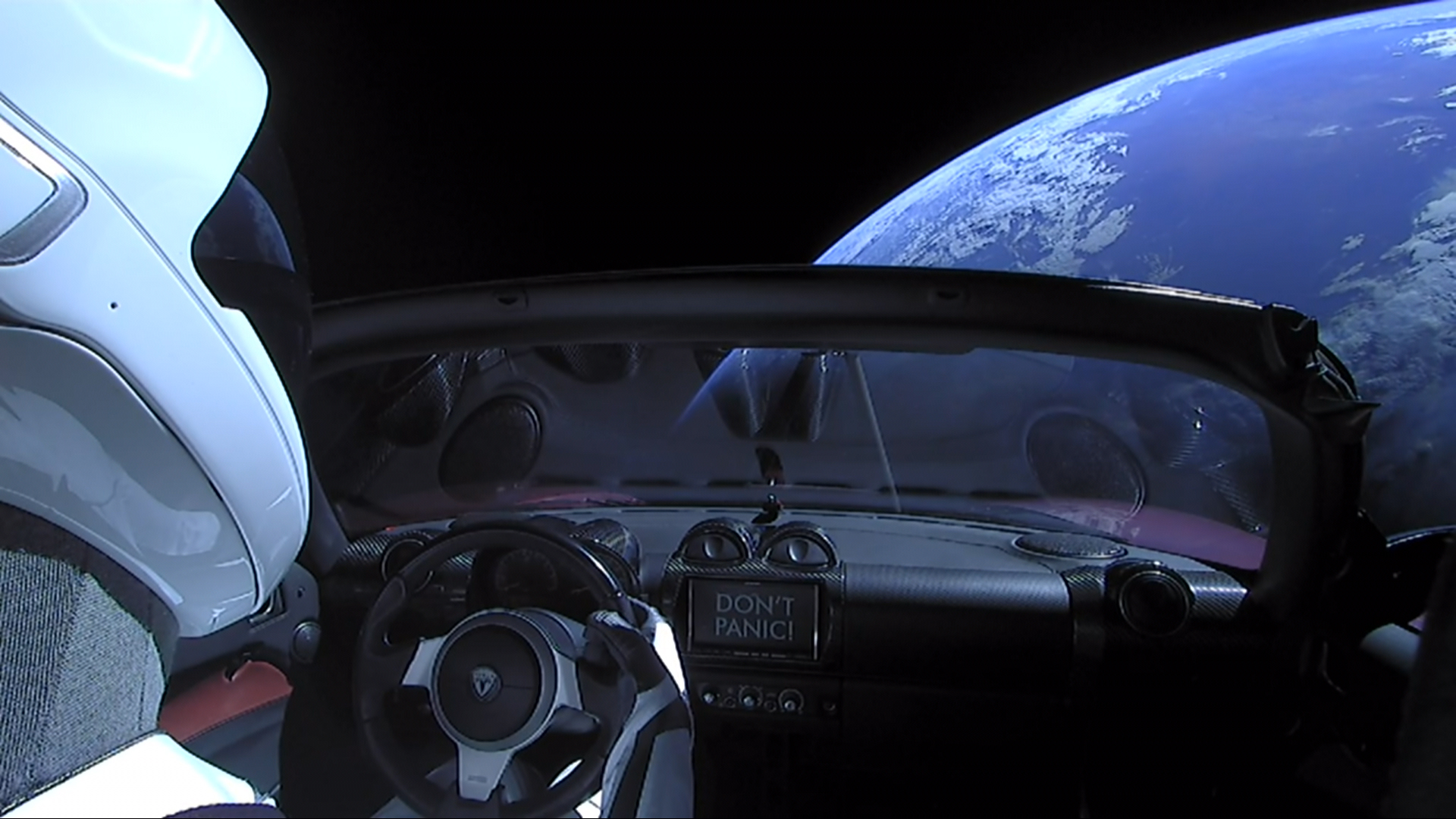
Don't Panic felirat Elon Musk üzletember különös űrjárművének műszerfalán

Már az 1980-as évek elejétől számos Galaxis útikalauz-témájú terméket gyártottak, beleértve például a Don't Panic feliratú törülközőket, pólókat, a Zaphod után Beeblebearnek nevezett játékmacikat, kitűzőket, hangzó kiadványokat. A 2005-ös mozifilm változatot követően még több ilyen tárgy került forgalomba a filmekkel, televíziós műsorokkal, zenékkel, videójátékokkal, sporttal kapcsolatos relikviákat gyártó amerikai National Entertainment Collectibles Association jóvoltából. A vogon űrhajón és bolygón látott bögrét, tollat és kitűzőt, akciófigurákat, illetve a film betétdalainak kiadványait tartalmazta ez az újabb kollekció.
A 2018-ban felbocsátott Falcon Heavy űrhajó, fedélzetén egy Tesla Roadster kabrióval, műszerfalán egy Don’t Panic felirattal kering a Nap körüli pályáján.

## A sorozat utóélete
A sci-fi alkotásokról újra meg újra kiderül, hogy meghaladják saját korukat. Ahogy H. G. Wells The Sleeper Awakes című művében már 1899-ben automata ajtókról írt, és ezek 1960-ban meg is valósultak, Adams alapötlete, az interaktív Galaxis útikalauz is a mai iPadek előfutárának bizonyult.
Az 1978-ban megismert sorozat vonzereje az olvasóira, rajongóira több mint harminc éve nem hagy alább. Noha a cselekmény jórészt távoli bolygókon játszódik, gyakran valódi tudományt és megvalósítható technológiát mutat be, és mindezt végig egy szürreális és nagyon angol humor közepette. Éppen ez a képtelennek tűnő kombináció bizonyult alkalmasnak arra, hogy kikövezze az utat a Vörös törpétől (Red Dwarf) a Men in Blackig.
A Galaxis útikalauz mintájára készült a h2g2 brit internetes enciklopédia. 1999-ben alapította Douglas Adams, Robbie Stamp és Richard Creasey, 2001 óta pedig a BBC üzemelteti. Az oldal első cikkeinek nagy részét Adams írta. Gyakran hasonlítják a Wikipédiához, bár a két enciklopédia eltér egymástól.
A h2g2 eredetileg arra jött létre, hogy szerkesztői megoszthassák az információkat saját földrajzi elhelyezkedésükről, saját környékük szórakozási és üzleti lehetőségeiről, és így segítsenek mindenkinek a döntésben, hogy egyáltalán ellátogassanak-e oda, illetve hogy előre tudják, mi vár rájuk, ha arra járnak. A projekt kinőtte a kezdeti terveket, és időközben már az éttermektől és receptektől a kvantummechanikáig és történelemig minden témában tartalmaz cikkeket. Üzleti célú reklámok elhelyezése tilos, de szabad visszajelzéseket, véleményeket írni.
A h2g2 mellett a földönkívüli nyelvek fordításában segédkező Bábel-hal is nyomott hagyott a világban. A 14 nyelv között fordító Yahoo! Babel Fish oldalt, a Yahoo! online fordító rendszerét, 1999-ben alapította és fejlesztette ki társaival Oscar A. Jofre.
Minden évben május 25-én tartják világszerte a törülközőnapot, mellyel 2001 óta tisztelegnek a rajongók Douglas Adams előtt. 2001. május 14-én, Douglas Adams halála után három nappal jelent meg először a felhívás a Binary Freedom nyílt forráskódú fórumon, melyben arra kértek minden rajongót, hogy ezen a napon vigyenek magukkal törülközőt. A towelday.org ismertetője szerint 2011-ben harmincegy országban rendeztek Galaxis útikalauz-témájú rendezvényeket. Magyarországon is több összejövetelt tartottak, köztük a pécsi Minerva Könyvtár is találkozót szervezett a törülközőjükkel együtt érkező rajongóknak.
A Google-ben rákeresve a következő kifejezésre: „answer to life the universe and everything” a keresőmotor az alábbi választ adja: 42

## Magyarul
- Galaxis útikalauz stopposoknak. Tudományos fantasztikus regény; ford. Molnár István; Kozmosz Könyvek, Bp, 1987 (Kozmosz fantasztikus könyvek)
- Vendéglő a világ végén; ford. Nagy Sándor; Móra, Bp., 1992 (A sci-fi mesterei)
- Az élet, a világmindenség, meg minden. A Galaxis útikalauz stopposoknak harmadik része; ford. Kollárik Péter; Új Vénusz, Bp., 1993 (Science fiction)
- Viszlát, és kösz a halakat!; ford. Németh Attila; N&N, Bp., 1997 (Möbius)
- Jobbára ártalmatlan; ford. Kollárik Péter; N&N, Bp., 1998 (Möbius)
- Viszlát, és kösz a halakat!; ford. Németh Attila; bőv. kiad.; N&N, Bp., 1999 (Möbius)
- Jobbára ártalmatlan; ford. Kollárik Péter; 2. jav. kiad.; N&N, Bp., 2000 (Möbius)
- A kétség lazaca. Egy utolsó stoppolás a Galaxisban; ford. Gedeon Béla; Gabo, Bp., 2002
- Eoin Colferː Ja, és még valami... Douglas Adams Galaxis útikalauz stopposoknak trilógiájának hatodik része; ford. Pék Zoltán; Gabo, Bp., 2010

## Fordítás
- Ez a szócikk részben vagy egészben  a   The Hitchhiker's Guide to the Galaxy című angol Wikipédia-szócikk ezen változatának fordításán alapul.  Az eredeti cikk szerkesztőit annak laptörténete sorolja fel. Ez a jelzés csupán a megfogalmazás eredetét és a szerzői jogokat jelzi, nem szolgál a cikkben szereplő információk forrásmegjelöléseként.